# マンデー・マンデー
「マンデー・マンデー」（Monday, Monday）は、ママス&パパスが1966年に発表した楽曲。

## 解説
ママス&パパスのサード・シングルで、全米第1位を3週間獲得し、ミリオンセラーを記録した。1967年のグラミー賞では、この曲で最優秀ポップ・パフォーマンス（ Duo or Group With Vocal）を受賞した。